# Консорциум по перспективным вычислительным средам
Консорциум по перспективным вычислительным средам (Advanced Computing Environment consortium, ACE consortium, Консорциум «Передовая вычислительная среда») — существовавшее в начале 1990-х годов объединение предприятий, заинтересованных в следующем поколении компьютеров, которое, как предполагалось, должно было прийти на смену персональным компьютерам, основывавшимся на 32-разрядной архитектуре процессоров Intel. Эти усилия нашли мало поддержки на рынке, и консорциум был распущен из-за отсутствия продаж и разногласий внутри группы.

## История
О создании консорциума было объявлено 9 апреля 1991 года компаниями Compaq, Майкрософт, MIPS Computer Systems, Digital Equipment Corporation и Santa Cruz Operation. В то время было распространено мнение, что системы на RISC-процессорах будет иметь преимущество по соотношению цена/качество над системами Wintel. Однако было также широко распространено мнение, что Windows NT быстро вытеснит многие другие операционные системы благодаря комбинации широкого выбора программ и легкости построения Wintel-машин, которые их поддерживали. Консорциум ACE был сформирован, чтобы обеспечить альтернативную Wintel платформу, предоставляя жизнеспособную альтернативу с теми же преимуществами в плане программного обеспечения и большие преимущества в плане производительности.
В число других членов консорциума входили Acer, Control Data Corporation, Kubota, NEC Corporation, NKK, Olivetti, Prime Computer, Pyramid Technology, Siemens, Silicon Graphics, Sony, Sumitomo, Tandem Computers, Wang Laboratories и Zenith Data Systems. Помимо этих крупных компаний, несколько стартапов строили ACE-совместимые системы.
У каждой из участвующих компаний были свои причины для вступления в ACE. Эта инициатива была использована производителями микропроцессоров как попытка отнять долю рынка у компании Intel. Производители систем использовали инициативу как попытку занять долю рынка у лидера в области рабочих станций — Sun Microsystems. Из-за таких разных целей эти усилия были обречены с самого начала.
Основой для стандарта «перспективных вычислительных сред» стали архитектура MIPS и две операционные системы: SCO UNIX с Open Desktop и тем, что впоследствии стало Windows NT (первоначально называлось OS/2 3.0). В качестве спецификации программного и аппаратного обеспечения для платформы был подготовлен документ «Усовершенствованные RISC-вычисления» (ARC).
Спустя немногим более года после основания консорциума стало ясно, что реальных альтернатив Wintel на массовом рынке не предвидится. Архитектура Intel x86 становилась всё лучше. Консорциум распался. Тем не менее, спецификация ARC оказала заметное влияние на развитие информационных технологий.